# Spes contra spem

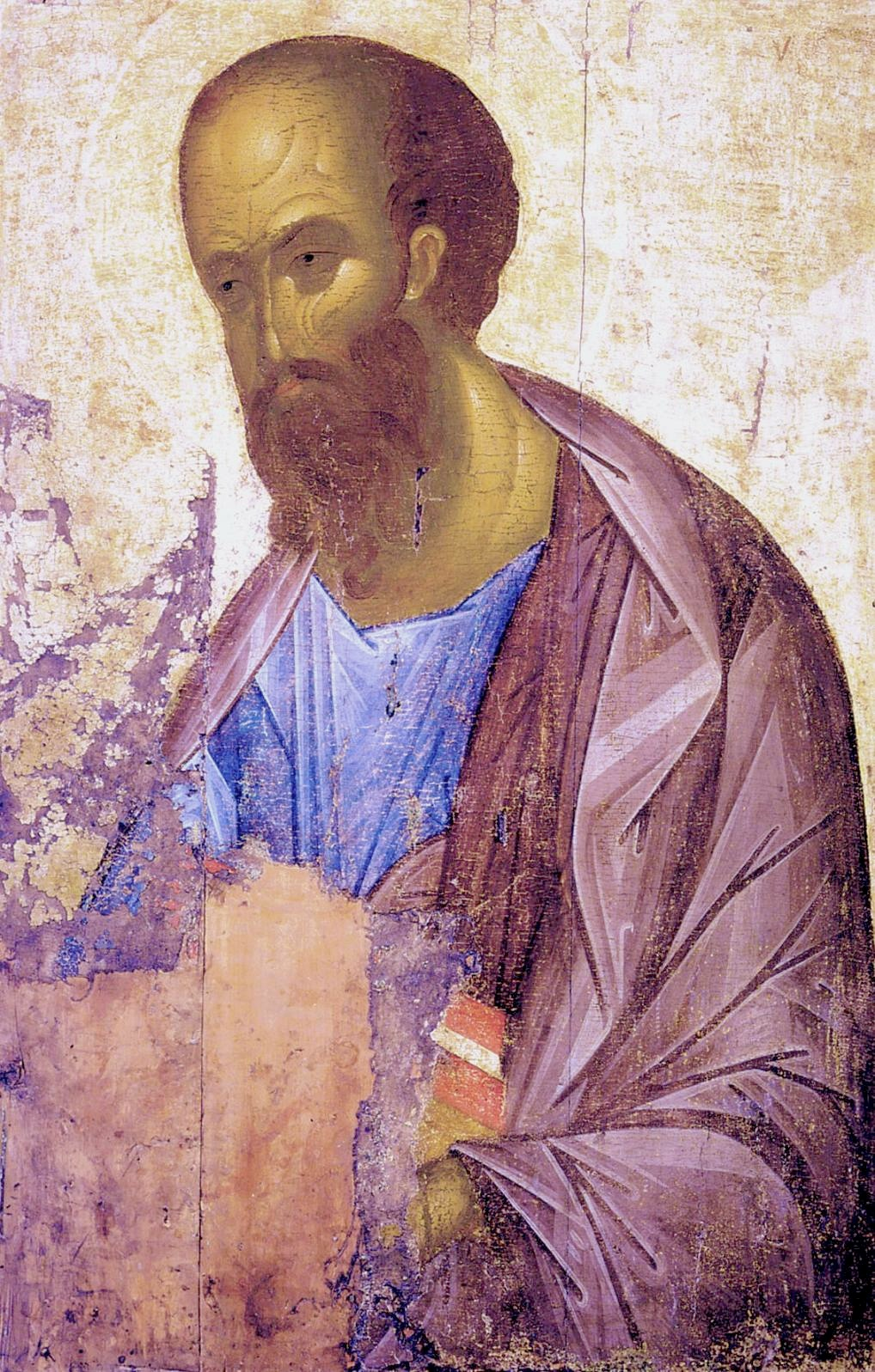
Paolo di Tarso, il padre della Chiesa a cui risale l'espressione

Spes contra spem è una locuzione latina che si può tradurre letteralmente con "la speranza contro la speranza". 

## Origine
Deriva da un passaggio da Paolo di Tarso (Lettera ai Romani, 4,18), in cui l'apostolo si esprime con riferimento all'atteggiamento dell'incrollabile fede di Abramo: 
Il passo può essere così tradotto in italiano: 
(San Paolo, Lettera ai Romani, 4,18)
Aderendo a una tale interpretazione, l'espressione viene utilizzata per definire l'atteggiamento di colui il quale coltiva una fede incrollabile in un futuro migliore, e non abbandona l'aspettativa, anche quando le circostanze concrete sono così avverse da indurre a credere, al contrario, alla perdita di ogni speranza.

## Motto di Giorgio La Pira

Giorgio La Pira

La frase fu ripresa da Giorgio La Pira, che la utilizzò ripetutamente per sottolineare il proprio atteggiamento di fronte a chi dubitava o voleva contrapporgli la crudezza delle circostanze reali. Adottò la frase come motto, simbolo dell'idea audace di chi sa "osare l'inosabile".
Così si esprimeva in una missiva, il 29 ottobre 1958, all'indomani dell'elezione al soglio pontificio di Giovanni XXIII, manifestando la speranza che stesse per aprirsi un futuro di pace e di fraternità ecumenica, mentre il clima politico mondiale era invece polarizzato dalla guerra fredda, da divisioni e contrapposizioni religiose, sotto la minaccia di un conflitto nucleare:
(Riportata in La preghiera forza motrice della storia)

## Uso da parte di Marco Pannella

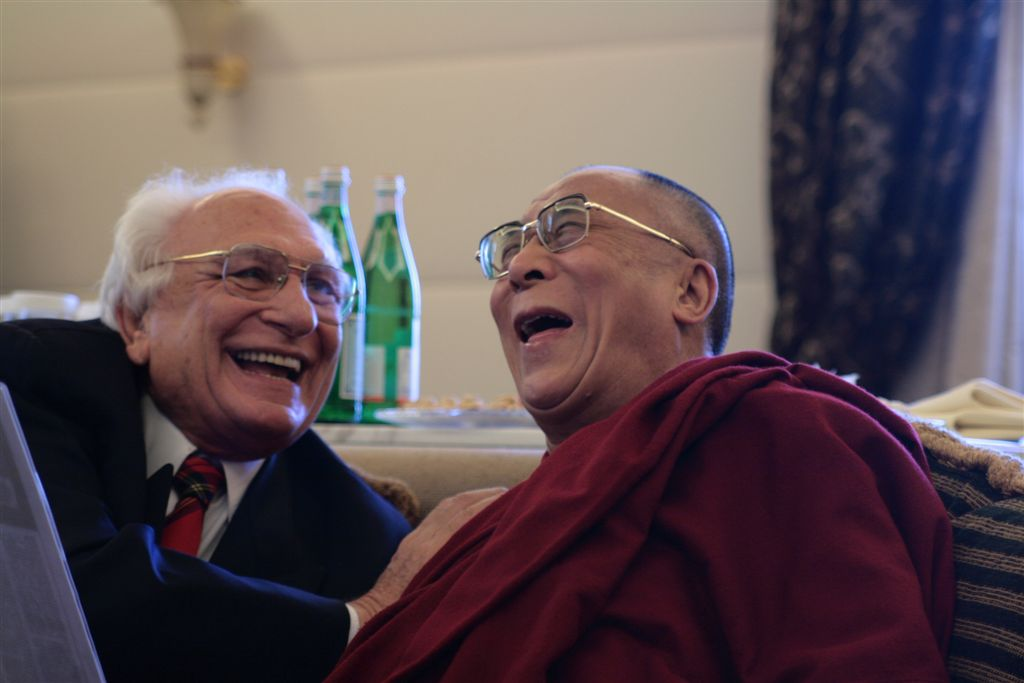
Marco Pannella col Dalai Lama

Il fondatore del Partito Radicale, Marco Pannella, che pure spesso ha espresso come metodo l'"osare l'inosabile", usò spesso dal 2010 l'espressione nel significato di "essere speranza (spes) piuttosto che avere speranza (spem)". Il leader radicale ha poi utilizzato questa frase latina nella sua ultima lettera inviata a papa Francesco il 22 aprile 2016.